# Rosengasse 2 (Bad Reichenhall)
Das Gebäude Rosengasse 2 ist ein Wohnhaus in Bad Reichenhall.
Das Gebäude steht unter Denkmalschutz und ist unter der Nummer D-1-72-114-124 in die Bayerische Denkmalliste eingetragen.

## Geschichte
Angeblich wurde das Haus Rosengasse 2 schon 1136 – gleichzeitig mit der Neugründung des Augustiner-Chorherrenstifts in St. Zeno – erbaut. Das Haus hat jedenfalls mehrere Stadtbrände, wie auch den letzten großen Stadtbrand 1834, teilweise überdauert und ist im Kern deutlich älter als die letzte Neugestaltung nach 1834. Das Portal stammt aus dem 18. Jahrhundert.

## Beschreibung

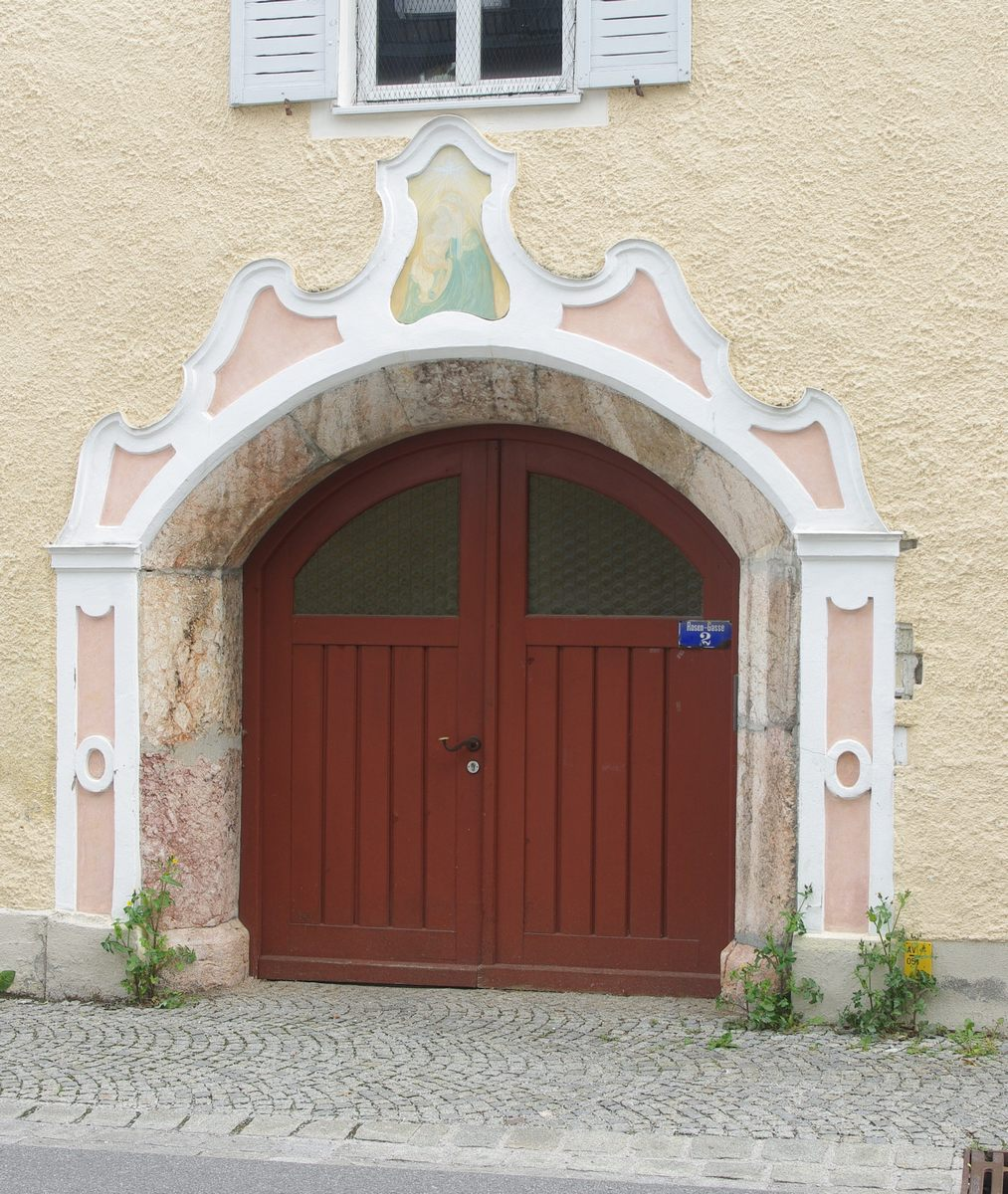
Torbogen Rosengasse 2

Beim Bauwerk Rosengasse 2 handelt es sich um ein zweigeschossiges Gebäude mit Krüppelwalmdach. Das Gebäude wurde nach dem großen Stadtbrand 1834 renoviert. Im Kern ist es älter, vermutlich aus dem 12. Jahrhundert. Der Torbogen stammt aus dem 18. Jahrhundert.

## Lage
Das Gebäude Rosengasse 2 befindet sich am Anfang der Rosengasse am Unteren Lindenplatz und grenzt damit direkt an das Ensemble Alte Saline an. Der Gebäudekomplex der Alten Saline befindet sich südlich, westlich vom Haus Rosengasse 2 befinden sich in der Dreifaltigkeitsgasse weitere denkmalgeschützte Wohnhäuser.